# Who You? (песня G-Dragon)
«Who You?» (кор. 니가 뭔데; Niga Mwonde) — песня, записанная южнокорейским певцом и рэпером G-Dragon и ставшая четвёртым синглом из его второго студийного альбома Coup d’Etat (2013). Он был написан G-Dragon и спродюсирован Choice37 и Kush. Песня заняла первое место в цифровом чарте Gaon.

## Клип
Клип на песню "Who You?" был выпущен 13 ноября 2013 года на YouTube. По состоянию на декабрь 2022 видео имеет 129 миллионов просмотров.

## Чарты
| Чарт                                   | Высшая позиция |
| -------------------------------------- | -------------- |
| Республика Корея (Gaon)                | 1              |
| Республика Корея (Korea K-Pop Hot 100) | 4              |
| США (Billboard World Digital Songs)    | 6              |

## Продажи
| Страна           | Продажи   |
| ---------------- | --------- |
| Республика Корея | 1,145,000 |

## Награды
| Программа        | Дата             |
| ---------------- | ---------------- |
| Music Bank (KBS) | 20 сентября 2013 |